# 明康陵
康陵，明十三陵之一，位于北京昌平區天壽山蓮花山下，是明朝第十位皇帝明武宗朱厚照和孝靜毅皇后夏氏的合葬陵寝。